# 埃利奧特峰
埃利奧特峰（英語：Elliot Peak）是南極洲的山峰，位於沙克爾頓海岸，處於滕皮斯特峰西北面2公里，屬於亞歷山德拉皇后山脈的一部分，由俄亥俄州立大學命名，現時由南極條約體系管理。